# Шиме Върсалко
Шиме Върсалко (на хърватски: Šime Vrsaljko) е бивш хърватски футболист, защитник. Сребърен медалист с националния отбор на Хърватия на Мондиал 2018.

## Кариера
Започва кариерата си в гранда Динамо Загреб, след което е даден под наем на Локомотив Загреб. С „железничарите“ дебютира в първа лига на 26 юли 2009 г., когато е на 17-годишна възраст. Завръща се в Динамо през декември 2009 г. До края на сезон 2009/10 има 10 мача за отбора. През август 2010 г. името му се свързва с трансфер в Олимпик Марсилия. Но президентът на клуба, Здравко Мамич отхвърля офертата им от €4 млн. В края на сезона печели дубъл с Динамо. През сезон 2011/12 записва 22 мача и 5 асистенции, като отново печели дубъл. Участва на Евро 2012, а след това се класира в групите на Шампионска лига с Динамо. На 12 юли 2013 г. преминава в италианския Дженоа срещу €4.6 млн. Несменяем титуляр, записва 22 мача като контузия го изкарва от строя за последните 9 кръга на Серия А. На 22 юли 2014 г. е закупен от Сасуоло за €3.5 млн. На 5 юли 2016 г. подписва за 5 години с Атлетико (Мадрид), като сумата по трансфера не е обявена. На 16 май 2018 г. печели Лига Европа. На 31 юли 2018 г. преминава в Интер Милано под наем с опция за закупуване.

## Отличия

### Динамо (Загреб)
- Първа хърватска футболна лига (4): 2009/10, 2010/11, 2011/12, 2012/13
- Носител на Купата на Хърватия (2): 2011, 2012
- Носител на Суперкупата на Хърватия (1): 2010

### Атлетико (Мадрид)
- Лига Европа (1): 2017/18
- Ла лига (1): 2020/21

### Индивидуални
- Хърватска футболна надежда на годината: 2010
- FIFA FIFPro World XI 5-и отбор: 2018

### Ордени
- Орден на княз Бранимир: 2018[10]